# McLaren MP4/10
A McLaren MP4/10 egy Formula–1-es versenyautó, amit a McLaren tervezett és versenyeztetett az 1995-ös Formula–1 világbajnokság során. Ez volt az első Mercedes-motoros McLaren, melyet az újonc Mark Blundell és Mika Häkkinen vezettek, de mindkettőjük helyére beugrott egy-egy helyettes: Nigel Mansell és Jan Magnussen is.

## Az évad
A rémesen alakult 1994-es év után nagy reményekkel vágott neki a csapat az új küzdelmeknek. A Peugeot, mint motorszállító távozott, helyette sikerült átcsábítani a Mercedest a Sauber csapattól, egy hosszú távú együttműködés ígéretével. A motorokat nem közvetlenül a Mercedes, hanem az Ilmor gyártotta. Az első számú pilóta, Mika Häkkinen mellé pedig megnyerték Nigel Mansellt, aki visszavonulása után tért újra vissza a Formula–1-be. Az autó is tartalmazott merész újításokat, mint a tűhegyes orrkúp, vagy a felső légbeömlő tetején elhelyezett extra szárny.
Mansell azonban mégsem tért vissza a csapattal, miután az első két versenyt kihagyta, mert egész egyszerűen nem fért be az autóba (Blundell helyettesítette őt), majd két verseny után, megelégelve a szerinte csapnivaló teljesítményt, otthagyta a csapatot. Az autóval valóban voltak problémák, elsősorban a tapadással, de a motor is megbízhatatlan volt. Ennek ellenére stabil pontszerző volt, a világbajnoki pontversenyben negyedik helyet ért el, és két dobogós helyezésre is futotta. Két nagyobb fejlesztést kapott: a harmadik versenytől az MP4/10B variánst használták, két verseny erejéig pedig a kisebb módosításokkal feljavított MP4/10C-t.
Häkkinent a Csendes-óceáni Nagydíjon helyettesítette az újonc Jan Magnussen, mert vakbélgyulladás miatt nem tudott versenyezni. A szezonzáró ausztrál futamon pedig csaknem végzetes balesetet szenvedett, amikor egy defekt miatt nagy sebességgel a falnak csapódott. Eszméletlenül szedték ki az autóból, de szerencsésen felépült, és 1996-ban már ott lehetett az első futamon, szintén Ausztráliában.

## Eredmények
| Év   | Csapat                    | Motor                   | Gumik | Pilóták   | 1   | 2   | 3   | 4   | 5   | 6   | 7   | 8   | 9   | 10  | 11  | 12  | 13  | 14  | 15  | 16  | 17  | Pontok | Helyezés |
| ---- | ------------------------- | ----------------------- | ----- | --------- | --- | --- | --- | --- | --- | --- | --- | --- | --- | --- | --- | --- | --- | --- | --- | --- | --- | ------ | -------- |
| 1995 | Marlboro McLaren Mercedes | Mercedes-Benz FO110 V10 | G     |           | BRA | ARG | SMR | ESP | MON | CAN | FRA | GBR | GER | HUN | BEL | ITA | POR | EUR | PAC | JPN | AUS | 30     | 4.       |
| 1995 | Marlboro McLaren Mercedes | Mercedes-Benz FO110 V10 | G     | Blundell  | 6   | KI  |     |     | 5   | KI  | 11  | 5   | KI  | KI  | 5   | 4   | 9   | KI  | 9   | 7   | 4   | 30     | 4.       |
| 1995 | Marlboro McLaren Mercedes | Mercedes-Benz FO110 V10 | G     | Mansell   |     |     | 10  | KI  |     |     |     |     |     |     |     |     |     |     |     |     |     | 30     | 4.       |
| 1995 | Marlboro McLaren Mercedes | Mercedes-Benz FO110 V10 | G     | Häkkinen  | 4   | KI  | 5   | KI  | KI  | KI  | 7   | KI  | KI  | KI  | KI  | 2   | KI  | 8   |     | 2   | NI  | 30     | 4.       |
| 1995 | Marlboro McLaren Mercedes | Mercedes-Benz FO110 V10 | G     | Magnussen |     |     |     |     |     |     |     |     |     |     |     |     |     |     | 10  |     |     | 30     | 4.       |